# 一隻土撥鼠
一隻土撥鼠（英語：MrMarmot）是一名出生於中國上海，現居美國洛杉磯的YouTuber及全職遊戲美術工作者。其頻道內容主要分享個人經歷及社會事件話題， 他的知名影片包括《小粉紅的一生》和《當中國解放了全世界⋯⋯賽博反賊2077》。此外，他擁有一個動物VTuber形象，並在影片中使用該形象進行內容創作和直播。根據其早期影片的描述，他曾因在中國公開批評政府而多次遭到社交媒體平台封禁。後來，為了逃離中共的審核控制，他通過留學的機會離開中國，就讀於美國的一所鄉村大學，最終在一家美國遊戲公司找到工作。

## 作品

### 小粉紅的一生
《小粉紅的一生》是YouTuber一隻土撥鼠於2023年10月28日上傳的影片，該影片效仿台灣影片《山道猴子的一生》，講述年輕小粉紅Wojack的悲劇故事，他對中國國內失業、官商勾結等問題視若無睹，最終因現實的殘酷遭遇不幸。
在影片開頭，Wojack看到一則民眾因失業餓死的新聞，並將其歸咎於當事人不努力。隨後，他遭遇薪資下降和裁員，並發現自己與朋友皆面臨失業困境，但仍堅信中國經濟穩定，並將問題歸咎於美國。之後，他購入的國產手機故障，詢問網友意見時遭受網絡暴力，並被商家刁難。儘管如此，Wojack仍對外宣稱他手機的質量優於蘋果手机。
Wojack最終找到一份低薪的工廠工作，但隨後發現工廠老板捲款潛逃，導致工人無法領取工資，並引發抗議活動。Wojack參與抗議，卻在過程中遭到公安鎮壓，隨後住院接受治療。在影片的結尾，Wojack揭露了黑心公司，但隨即遭遇網路霸凌並被封鎖，最終因飢餓死亡。該事件被媒體報導，但他卻被另一位小粉紅嘲諷。該影片通過描繪這一悲劇，批判了極權社會中的制度問題，揭示了現實與官方宣傳之間的矛盾。

影片最後引用了美國獨立宣言的一段話：
|  | 人人生而平等，造物主賦予他們若干不可剝奪的權利，其中包括生命权、自由权和追求幸福的权利。 |

### 賽博反賊2077
《賽博反賊2077》是由一隻土撥鼠於2023年11月10日上傳的動畫短片，靈感來自賽博朋克2077，影片的背景設定於2077年，假設中共統治全球後的極權社會，描繪了一個監視無處不在、社會信用分數制度與言論管制的社會，人民為了生存而不得不戴上假面具，部分人則選擇反抗。該影片效仿台灣影片《山道猴子的一生》，描繪了人民在高壓統治下反抗的故事，並受到暴力鎮壓。
在影片中，編號8964的主角Wojak因言論受監控，社會信用的評分下降。該故事取材自香港反送中運動，展示了反抗與鎮壓的過程。在影片結尾，特警良心發現並向受害者道歉，暗示極權統治的終結。該影片諷刺極權社會的控制手段，並向香港抗爭者致敬。

影片最後引用了魯迅小說《華蓋集》的一段話：
|  | 勇者憤怒，抽刃向更強者；怯者憤怒，卻抽刃向更弱者。 |

## 外部連結
- YouTube上的一隻土撥鼠MrMarmot頻道
- 一隻土撥鼠的X（前Twitter）
- 一隻土撥鼠的Instagram帳戶